# Kurt Täufel
Kurt Albert Täufel (* 10. Dezember 1892 in Crimmitschau; † 10. Februar 1970 in Berlin) war ein deutscher Lebensmittelchemiker und Ernährungswissenschaftler. Er wirkte als Professor in München, Karlsruhe, Dresden sowie von 1951 bis 1961 an der Humboldt-Universität zu Berlin, und fungierte von 1957 bis 1962 als Direktor des Instituts für Ernährung in Potsdam-Rehbrücke, eines außeruniversitären Forschungsinstituts der Deutschen Akademie der Wissenschaften zu Berlin. Neben Carl Arthur Scheunert gilt er als Nestor der Ernährungswissenschaften in der DDR.

## Leben
Kurt Täufel wurde 1892 in Crimmitschau als Sohn eines Kaufmanns geboren und studierte zunächst von 1910 bis 1914 Pädagogik an der Universität Leipzig. Nach dem Ersten Weltkrieg absolvierte er von 1918 bis 1921 ein Studium Chemie und Lebensmittelchemie an der Universität München, an der er 1921 auch promovierte und 1925 mit einer Arbeit zur Chemie der natürlichen und künstlichen Süßstoffe habilitiert wurde. Von 1929 bis 1936 war er an der Münchner Universität außerplanmäßiger Professor und stellvertretender Leiter der Deutschen Forschungsanstalt für Lebensmittelchemie, die in den 1920er Jahren der Universität angegliedert worden war. 1936 wechselte er nach Karlsruhe, wo er bis 1940 als außerordentlicher Professor an der Technischen Hochschule Karlsruhe und als Direktor der Badischen Lebensmitteluntersuchungsanstalt fungierte. Anschließend wirkte er von 1940 bis 1945 als ordentlicher Professor für Lebensmittelchemie an der Technischen Hochschule Dresden.
Nach der ersten Lockerung der Mitglieder-Aufnahmesperre der NSDAP trat er 1937 dieser Partei bei.
Nach dem Zweiten Weltkrieg wurde er aufgrund seiner NSDAP- und SA-Mitgliedschaft als Oberscharführer aus dem Universitätsdienst in Dresden entlassen und arbeitete von 1945 bis 1947 zunächst in einer chemisch-pharmazeutischen Fabrik in Freiberg, bevor er als wissenschaftlicher Mitarbeiter an die in Potsdam-Rehbrücke neugegründete Zweigstelle des Dahlemer Instituts für Ernährung und Verpflegungswissenschaft wechselte. Von 1948 bis 1957 fungierte er als stellvertretender Direktor der zum Institut für Ernährung und Verpflegungswissenschaft ausgebauten Einrichtung in Rehbrücke. Darüber hinaus hatte er von 1951 bis 1961 einen Lehrstuhl für Lebensmittelchemie und -technologie an der Humboldt-Universität zu Berlin inne. Von 1957 bis 1962 war er Direktor des Rehbrücker Instituts, das im gleichen Jahr in die Forschungsgemeinschaft der Deutschen Akademie der Wissenschaften zu Berlin eingegliedert wurde, die spätere Akademie der Wissenschaften der DDR. Er starb 1970 in Berlin.

## Auszeichnungen und Würdigung
Kurt Täufel gilt neben dem ebenfalls am Rehbrücker Institut tätigen Carl Arthur Scheunert als Mitbegründer der Ernährungswissenschaften in der Deutschen Demokratischen Republik (DDR). Er wurde 1955 in die Deutsche Akademie der Naturforscher Leopoldina aufgenommen und war ab 1959 korrespondierendes Mitglied der Sächsischen Akademie der Wissenschaften. 1955 erhielt er von der Deutschen Gesellschaft für Fettwissenschaft, für die er zeitweise als Vorsitzender der Fachgruppe „Fette als Nahrungsmittel“ fungiert hatte, die Wilhelm-Normann-Medaille. Die Technische Universität Dresden ernannte ihn 1957 zum Ehrendoktor. Im Jahr 1962 erhielt er den Titel Hervorragender Wissenschaftler des Volkes. Die Lebensmittelchemische Gesellschaft als Fachgruppe der Lebensmittelchemiker in der Gesellschaft Deutscher Chemiker benannte 1998 ihren seit 1970 verliehenen Preis des Jungen Wissenschaftlers nach Kurt Täufel.

## Werke (Auswahl)
- Die Bedeutung chemischer Forschungsarbeit für die Lebensmittel-Technologie sowie für die Überwachung des Verkehrs mit Lebensmitteln. Genf 1927
- Kurze Anleitung zur qualitativen chemischen Analyse: Unter Anlehnung an Volhards Anleitung zur qualitativen chemischen Analyse. München 1932 (als Mitautor)
- Ernährungsforschung und zukünftige Lebensmittelchemie. Berlin 1950
- Ernährung und Diät in Klinik, Kurort und Betrieb. Berlin 1960 (als Mitherausgeber)